# Georgia Hunter Bell
Georgia Hunter Bell (* 17. Oktober 1993 in London als Georgia Bell) ist eine britische Leichtathletin, die sich auf den Mittelstreckenlauf spezialisiert hat. 2024 wurde sie Vizeeuropameisterin im 1500-Meter-Lauf und ist aktuell Inhaberin des Landesrekordes über diese Distanz.

## Sportliche Laufbahn
Erste internationale Erfahrungen sammelte Georgia Hunter Bell, die an der University of Birmingham sowie an der University of California, Berkeley studierte, bei den Hallenweltmeisterschaften 2024 in Glasgow, bei denen sie in 4:03,47 min den vierten Platz im 1500-Meter-Lauf belegte. Im Juni gewann sie bei den Europameisterschaften in Rom in 4:05,33 min die Silbermedaille hinter der Irin Ciara Mageean. Im Juli wurde sie beim London Athletics Meet in 1:56,28 min Dritte im 800-Meter-Lauf und anschließend gewann sie bei den Olympischen Spielen in Paris mit neuem Landesrekord von 3:52,61 min im Finale die Bronzemedaille hinter der Kenianerin Faith Kipyegon und Jessica Hull aus Australien. Daraufhin wurde sie bei der Athletissima in 1:58,52 min Zweite über 800 Meter und beim Memoriał Kamili Skolimowskiej wurde sie in 3:58,11 min Dritte über 1500 Meter. Bei Weltklasse Zürich wurde sie in 1:57,94 min Zweite über 800 Meter, wie auch beim Memorial Van Damme in 1:57,50 min.  Im Jahr darauf reiste sie als Favoritin über 1500 Meter zu den Halleneuropameisterschaften in Apeldoorn, belegte dort aber in 4:08,45 min nur den vierten Platz. Kurz darauf gewann sie bei den Hallenweltmeisterschaften in Nanjing in 3:59,84 min die Bronzemedaille hinter den Äthiopierinnen Gudaf Tsegay und Diribe Welteji.
2024 wurde Hunter Bell britische Meisterin im 1500-Meter-Lauf im Freien sowie 2024 und 2025 in der Halle.

## Persönliche Bestzeiten
- 800 Meter: 1:56,28 min, 20. Juli 2024 in London
- 1500 Meter: 3:52,61 min, 10. August 2024 in Paris (britischer Rekord)
  - 1500 Meter (Halle): 3:59,84 min, 23. März 2025 in Nanjing
  - 3000 Meter (Halle): 8:36,96 min, 2. Februar 2025 in Boston
- 5000 Meter: 15:35,24 min, 26. April 2024 in London